# Assassin's Creed: Altaïr's Chronicles
Assassin's Creed: Altaïr's Chronicles (укр. Кредо Асасина: Хроніки Альтаїра) — це відеогра, що вийшла на Nintendo DS, Android, iOS, webOS, Symbian, Java ME і Windows Phone. Це приквел до відеогри 2007 року, Assassin's Creed, що була розроблена Gameloft і видана Ubisoft. У США гра вийшла 5 лютого 2008 року. Вона містила два нових міста: Тір і Алеппо, а також три з основної гри: Єрусалим, Дамаск та Акру. На відміну від оригінальної Assassin's Creed, гра не розповідає про Дезмода Майлза та події сучасності, хоча у меню гри присутній підпис «Анімус».

## Сюжет
Сюжет гри розгортається у 1190 році, коли розпочинається Третій Хрестовий похід за визволення Святої землі. Хрестоносці б'ються з сарацинами за контроль над Єрусалимом.
Молодий асасин повертається додому в Алеппо після свого завдання. Він дізнається, що місто під атакою тамплієрів. Асасин не має іншого виходу, крім як узяти участь у цій битві, під час якої вбиває капітана. Пізніше, він від Аль-Муаліма отримує завдання знайти і принести йому священний об'єкт — Чашу, тому що у ній достатньо сили, щоб об'єднати під одним прапором всі фракції і таким чином завершити Третій Хрестовий похід. 
Асасин, Альтаїр, розпочинає свою подорож до Дамаску, де він зустрічається з Рафіком, який перевіряє його здібності на легкій цілі. Після цього він розповідає Альтаїру, що торговець на ім'я Тамір має зв'язки з тамплієрами і знає, де шукати Чашу. Однак, спершу, асасин знаходить Місбаха і допитує його, щоб дізнатися місцезнаходження торговця. Потім, Альтаїр відвідує схованку Таміра, якого вбиває, але перед цим дізнається, що Чаша зберігається у Гробниці Піску, втім без трьох ключів туди не ввійти. Також, Тамір сказав, що про Чашу більше знає Фаджера. Тому, він відвідує циркову танцівницю, Фаджеру, проте вона не бажає йому допомагати і залишає асасина битись з Бадром. Після того, як Альтаїр піймав її, вона дала йому перший з трьох ключів і замовила вбивство тамплієра Алаата. Як тільки асасин вбив його і повернувся до неї. Вона розказала йому про чоловіка з лікарні тамплієрів у Тірі, який може допомогти знайти інші два ключа.
Прибувши в Тір, Альтаїр зустрічається з Гамідом — агентом асасинів у Тірі, від якого дізнається, що Роланд Непюле, голова лікарні і він зараз когось допитує стосовно Чаші. Асасин через каналізацію дістається лікарні і вбиває Роланда. Від полоненого старого чоловіка він отримує другий ключ і інформацію, що останній в лорда Василіска. 
Після цього, Альтаїр приїжджає в Єрусалим і відвідує місцевого агента асасинів, Кадара, який розповідає, що лідер Ордена Тамплієрів лорд Василіск часто буває у королівському палаці разом з королем і він має третій ключ. В цей же день, король Єрусалиму вирішує влаштувати десь вечірку і асасин вирішує завдяки її ближче підібратися до Василіска, втім він повинен дізнатися, де вона буде. Після підслухування розмов дворян, Альтаїр розпитує Аймана, гостя вечірки. Потім, асасин знаходить віллу, де скоро розпочнеться вечірка. За допомоги одного з людей Кадара, він проникає всередину і стикається з лордом Василіском. Після битви, Альтаїр забирає ключ і не маючи часу вбити його, тікає звідти. Пізніше в Єрусалимі, тамплієри атакують агента асасинів Газада і крадуть карту до Гробниці Піску. Альтаїр йде в погоню за ними і піднявшись на їхню вежу, зіткнувся з сильним опором катапульт і лучників. Після проходження через захисні позиції вежі і вбивства капітана лучників, Асасин стикається Майстром вежі, який виглядав як асасин, проте був високопоставленим членом тамплієрів. Альтаїр пробиваючи свій шлях через вежу, вбиває його охорону та учня. Нарешті, він досягає Майстра, вбиває його і забирає карту. Асасин відправляється в Гробницю Піску, де зберігається Чаша. Там він зіткнувся з опором тамплієрів і пробившись у сховище, б'ється з Воїном Сокири і перемагає його. У гробниці, Альтаїр знаходить пусту скриню і лорда Василіска, який каже, що Чаша — це жінка, а не предмет. Асасин повертається до Тір перед тим, як гробниця обвалилася.
У Тірі, Гамід розказав йому, що Василіск у цитаделі тамплієрів і щоб туди проникнути, потрібно звільнити двох полонених асасинів. Після звільнення двох полонених братів, вони сказали йому як потрапити до цитаделі. Альтаїр проникає у цитадель, де б'ється з лордом Василіском і завдає йому сильних поранень. Василіск пропонує йому угоду: асасин зберігає життя лорда за інформацію. Перше: Чаша зараз в Єрусалимі, друге: тамплієри взяли в облогу Акру і щоб швидше взяти місто, вони отруюють воду. Альтаїр погоджується і зберігає життя Василіска. Перед тим, як асасин відправився до Акри, він спалив корабель лорда, так щоб він не зміг дістатися Єрусалима першим.
Альтаїр прибуває до обложеної Акри і допомагає місту відбити атаки воїнів тамплієрів. Він, замаскувавшись під солдата, приникає у табір тамплієрів. Там він маскується під вченого і вбиває командира тамплієрів, зупинивши цим облогу Акри. За допомогою катапульти, асасин втікає з табору.
Після цього Альтаїр приїжджає в Єрусалим, де дізнається, що Чаша — це дівчина з ім'ям Адха і він її знав ще до цих подій. Асасин успішно рятує дівчину від групи тамплієрів. Вона йому розповіла, що Гараш, замісник Аль-Муаліма, продався тамплієрам.
Альтаїр планує атакувати фортецю асасинів у місті Алеппо, вбити Гараша і втекти з Адхою. Але коли він пробився через асасинів Гараша і вбив його, то Адху викрав лорд Василіск і забрав її з собою в порт у Тірі.
Асасин пробився крізь лицарів тамплієрів і вбив лорда Василіска, в останній битві на його кораблі. Проте Адха була на іншому кораблі, який вийшов із порту раніше ніж Альтаїр встигнув на нього потрапити. Він допливши до берега, побачив, що корабель дуже далеко від нього, Альтаїр прокричав: «Я знайду тебе, Адха».

## Ігровий процес
Assassin's Creed: Altaïr's Chronicles використовує всі можливості Nintendo DS. Головний ігровий процес побудований у форматі 3D платформера з видом від третьої особи. У грі битви представлені стилем hack-and-slash і більш обмеженими стелс-маневрами. Також, гра використовує сенсорний екран для міні-ігор, такі як допит і крадіжки, а  під час звичайного ігрового процесу показує карти. Бойова система складається зі слабких і сильних атак, з блоку та комбо з трьох ударів меча. У грі присутні сім видів зброї: прихований клинок, меч, арбалет, вибухові бомби, димові бомби і метальні ножі. Гра також має три різних рівня складності, щоб більш досвідчені гравці гри отримали сильніші випробування. На відміну від Assassin's Creed, гра не має відкритого світу або інших форм вільного переміщення.
Порт для операційної системи Symbian майже не відрізнявся від версії для Nintendo DS.

## Відгуки
Гра отримала змішані відгуки: IGN дав її 7/10, GameSpot — 6/10, Nintendo Power — 7.5/10, X-Play — 2/5, а журнал Game Informer — 6.5 з 10. Офіційний Nintendo Журнал оцінив у 69%.